# Karl von Plettenberg
Karl Freiherr von Plettenberg, né le 18 décembre 1852 et mort le 10 février 1938, est un officier prussien, il participe à la guerre franco-allemande de 1870. Il est nommé General der Infanterie et commande le Corps de la Garde. Au cours de la Première Guerre mondiale, il combat en Belgique et en France avec son corps d'armée. Celui-ci est ensuite transféré en 1915 sur le front de l'Est. Après des critiques sur les actions de l'OHL sur le front de l'Ouest, il est relevé de ses fonctions mais reste adjudant-général du Kaiser Guillaume II.

## Biographie

### Premières années
Karl Freiherr von Plettenberg est issu de l'ancienne famille de Westphalie de Plettenberg (de). Un de ses ancêtres est mentionné dans des chroniques du XIe siècle. Son père est un officier, Eugen von Plettenberg, un chef d'escadron. Sa mère est Minette von der Borch (de).
Plettenberg fait partie du corps des cadets en 1870, il intègre le 53e régiment d'infanterie à Cologne. Il participe comme second lieutenant à la guerre franco-allemande de 1870. Il suit ensuite les cours à l'Académie militaire prussienne, puis est nommé au 1er régiment à pied de la Garde. Il est promu capitaine et commande une compagnie. En 1890, Plettenberg commande le 7e bataillon de chasseurs à pied (de) à Bückeburg. En 1894, il est promu commandant du bataillon de chasseurs de la Garde à Potsdam, il est nommé lieutenant-colonel. En 1898, il dirige le 1er régiment à pied de la Garde. Il devient en 1902 chef des chasseurs et des tireurs, puis s'occupe des forces de police montée. Le 24 juin 1906, il prend le commandement de la 22e division d'infanterie à Cassel. Le 12 avril 1910, Plettenberg devient General der Infanterie et commande le 9e corps d'armée à Altona. Le 1er mars 1913, il prend le commandement du corps de la Garde.

### Première Guerre mondiale
Au début de la Première Guerre mondiale en août 1914, Plettenberg et le corps d'armée de la Garde sont intégrés à la 2e armée allemande. Ils traversent la Belgique et combattent les troupes françaises de la 5e armée française lors de la bataille de Guise. Au cours de la bataille de la Marne, Plettenberg combat les troupes françaises de la 9e armée française lors de la bataille des Marais de Saint-Gond. Le corps de la Garde est finalement repoussé. Après la retraite de la IIe armée allemande et son arrêt sur l'Aisne, Plettenberg et son corps d'armée sont transférés en Flandres et passent sous les ordres du groupe d'armée du général Fabeck. 
Le 15 mai 1915, Plettenberg et le corps de la Garde sont transférés sur le front de l'Est, ils intègrent la 11e armée et participent à l'offensive de Gorlice-Tarnów. Le 14 mai 1915, Plettenberg reçoit la distinction Pour le Mérite. Après avoir critiqué Erich Ludendorff et Paul von Hindenburg pour leur gestion des combats sur le front de l'Ouest, von Plettenberg est relevé de ses fonctions le 24 janvier 1917. Il garde cependant son poste d'adjudant-général du Kaiser Guillaume II.

### Après-guerre
Après sa retraite, il retourne à Bückeburg où sa famille possède depuis le 16 avril 1494 80 hectares de l'ancien Stockum Rittergut.

### Famille
Son fils aîné, Karl-Wilhelm, est lieutenant au 1er régiment à pied de la Garde au déclenchement de la guerre. Il meurt le 30 août 1914 au cours de la bataille de Guise.
Son deuxième fils, Kurt von Plettenberg (1891-1945), est plénipotentiaire de la maison de Hohenzollern (la maison royale de Prusse) et participe à l'attentat contre Hitler du 20 juillet 1944. Il se suicide le 10 mars 1945 en sautant d'une fenêtre pendant un interrogatoire de la Gestapo.

## Honneurs et distinctions
- Ordre de la Couronne 1re Classe
- Chevalier de l'Ordre de Hohenzollern
- Croix de fer de 1870, 2e classe
- Médaille de service rendu
- Commandant d'honneur de l'Ordre de Hohenzollern
- Grand Croix avec médaille d'or de l'Ordre de la Wendish Crown
- Commandant de l'ordre du Griffon (Mecklenburg)
- Grand-croix honoraire de la maison et de l'ordre du mérite de Peter Frederick Louis (Oldenburg)
- Croix d'honneur reussoise 1re classe avec couronne (Reuss)
- Commandant 1re classe de l'ordre d'Albert
- Commandant de l'ordre du faucon blanc
- Commandant, 1re classe de l'ordre de la maison ducal de Saxe-Ernestine
- Croix d'Honneur, 1re classe de la maison de l'ordre de Lippe
- Croix du Mérite militaire, 1re classe (Waldeck)
- Grand-Croix de l'ordre du Dannebrog (Danemark)
- Grand-Croix de l'Ordre royal de Victoria (Royaume-Uni)
- Grand-Officier de l'Ordre de la Couronne d'Italie
- Grand-Croix de l'Ordre d'Orange-Nassau (Hollande)
- Ordre de la couronne de fer, 2e classe (Autriche)
- Chevalier de l'ordre de François-Joseph
- Grand-Officier de l'ordre du Lion et du Soleil (Perse)
- Commandant de l'Ordre de l'Étoile de Roumanie
- Officier de l'Ordre de la Couronne de Roumanie
- Ordre de l'Aigle blanc (Russie)
- Ordre de Sainte-Anne, 2e classe avec diamants (Russie).
- Officier de l'Ordre de l'Aigle blanc de Serbie.
- Grand-Croix de l'Ordre de l'Éléphant blanc (Thaïlande)
- Pour le Mérite (Prusse, 14 mai 1915)
- Ordre de l'aigle noir (Prusse, 24 janvier 1917)
- Grand-Croix de l'ordre de l'Aigle rouge, avec épées et couronnes (Prusse, 24 janvier 1917)